# Wordle
Wordle — браузерная игра в слова, разработанная Джошем Уордлом, программистом, ранее создавшим социальные эксперименты Place и The Button для Reddit.

## Игровой процесс
Каждый день выбирается слово из пяти букв, которое игроки должны угадать за шесть попыток. После каждого предположения буквы отмечаются зелёным, жёлтым или серым цветом; зелёный означает, что буква правильная и находится в правильном месте, жёлтый означает, что буква есть в ответе, но на другой позиции, а серый означает, что буквы в загаданном слове нет вообще. Ежедневное слово одинаково для всех. Концептуально и стилистически игра похожа на настольную игру Jotto 1955 года и на франшизу игрового шоу Lingo. В каждой ежедневной игре используется слово из случайно упорядоченного списка из 2315 слов (из примерно 12 тысяч пятибуквенных слов английского языка). В Wordle используется американское правописание, несмотря на то, что игра размещена на британском веб-сайте; Уордл из Уэльса, но проживает в Нью-Йорке. Британские игроки пришли в ярость, когда в одном из ответов было написано «favor» (а не «favour»), и пожаловались, что это даёт американским игрокам несправедливое преимущество.

## История
Первоначально Уордл создал игру для себя и своей партнёрши Палак Шах. В середине октября 2021 года он обнародовал её после того, как игра «быстро стала навязчивой идеей» для родственников, назвав своё изобретение Wordle — в качестве каламбура на свою фамилию. Он также создал аналогичный прототип в 2013 году. Уордл заявил, что не собирается монетизировать игру и «она не пытается сделать что-то сомнительное с вашими данными или вашими глазами… Это просто весёлая игра». В интервью программе Today на BBC Radio 4 Уордл заявил, что он не знает, какое слово загадывается каждый день, поэтому может сам получать удовольствие от игры.
Игра стала вирусным явлением в Твиттере в конце декабря 2021 года, после того, как Уордл добавил в игру элемент обмена, позволяющий пользователям копировать свои результаты в виде сетки цветных квадратных смайликов. Более 300 000 человек играли в Wordle 2 января 2022 года, по сравнению с 90 игроками 1 ноября 2021 года. Эта цифра выросла до более чем 2 миллионов через неделю. Несколько СМИ, в том числе CNET и The Indian Express, объяснили популярность игры повседневностью головоломок. Уордл предположил, что наличие одной головоломки в день создаёт ощущение дефицита, заставляя игроков хотеть большего; он также отметил, что это побуждает игроков тратить на игру всего три минуты каждый день.
После внезапного роста популярности Wordle в начале 2022 года появился ряд её клонов. С некоторых из них формула Wordle переработана. Absurdle — состязательная версия Wordle, в которой целевое слово меняется с каждым предположением; её разработчик под псевдонимом «qntm» ранее разработал аналогичную состязательную версию Tetris под названием Hatetris, и, как и Hatetris, Absurdle претендует стать самой сложной версией Wordle из всех возможных. Среди других клонов есть задействующий только бранные слова из четырёх букв Sweardle и такой, который позволяет игрокам изменять длину слова.
Существует игра с похожим названием, Wordle! Стивена Кравотты, которая была опубликована в App Store за пять лет до Wordle Уордла. Суть её совсем в другом, но на волне успеха Wordle количество её загрузок резко возросло. Кравотта был рад возрождению популярности своей игры и заявил, что в сотрудничестве с Уордлом пожертвует все доходы от своей игры благотворительной организации Boost, расположенной в Окленде, Калифорния и поддерживающей репетиторство для школьников города.
В 2022 году игру приобрёл издатель The New York Times. Сумма сделки в долларах описывается как «в нижнем диапазоне семизначных сумм».
Wordle был главным поисковым термином Google среди американских пользователей в 2022 г. Из-за популярности Wordle поисковые запросы игроков, желающих узнать определение ответов Wordle, повлияли на топ поисковых трендов Google. Семь из 10 самых популярных определений слов в 2022 году были ответами Wordle, включая cacao, homer, canny, foray, trove, saute и tacit.